# Joanna Tynnilä
Joanna Tynnilä, född den 1 september 2001, är en finländsk fotbollsspelare.

## Biografi
Joanna Tynnilä inledde sin seniorkarriär i det finländska laget TIPS år 2017. 2022 värvades hon av HJK och 2023 kontrakterades hon av SK Brann. Hon har även representerat det finländska damlandslaget där hon debuterade 2023.